# 545 a.C.

## Eventos
- Início da Dinastia Harianka do Reino de Mágada, Índia que termina em 346 a.C. com o aparecimento da Dinastia de Pradiota que governa de 799 a.C. até 684 a.C.